# 蜂巣炎
蜂巣炎（ほうそうえん）は皮膚の内層におこる感染症である。具体的には真皮と皮下脂肪に影響する。徴候と症状は感染部が赤くなり数日で拡大する。一般的に赤み部分は腫れるが境目ははっきりと見えない。赤み部分は圧力を加えると白く変色するが必ずしもそうとは限らない。通常、感染した箇所は痛みを伴う。リンパ管に感染した場合は、発熱や疲労感がでる。

## 解説

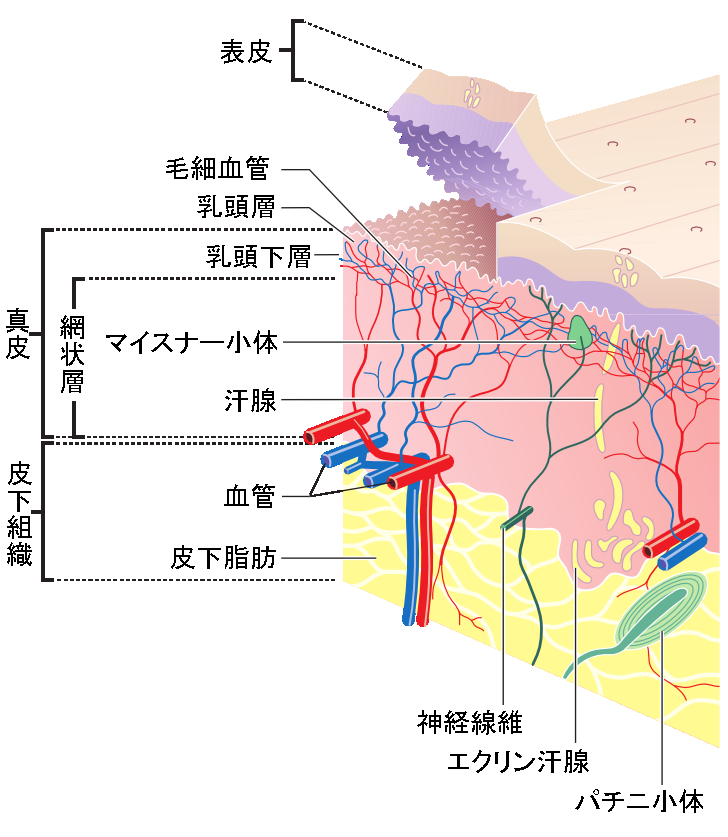
ヒトの皮膚の構造

蜂巣炎は身体のどこにでもおこりえるが最もよく診られるのは脚と顔である。一般的に脚に感染する蜂巣炎は脚にできた傷口から感染する。その他のリスク要因としては肥満、足の浮腫、高齢である。顔への感染は顔にできた傷が原因であることは通常ではない。まれに、胃に生じる事もある。類似の疾患である丹毒は皮膚の表面におこる細菌感染症で、赤く腫れた部分の境目がはっきりしており、多くの場合発熱を伴う。蜂巣炎と診断する前に、さらに重篤な感染症である骨髄炎または壊死性筋膜炎でないこと確認する必要がある。
皮膚の比較的浅い疎性結合織部に生じたものは「表在性蜂巣炎」、部疎性結合織（筋膜間間隙）などの深い場所深に生じたものは「深在性蜂巣炎」と呼ばれる。原因菌によっては炎症部位にガスを生じる事もある。

## 原因菌
最も一般的な原因細菌はレンサ球菌と黄色ブドウ球菌である。ペプトストレプトコッカス属(Peptostreptococcus) や ユーバクテリウム(Eubacterium)、 プレボテーラ属(Prevotella)、ポルフィロモナス属(Porphyromonas)などの偏性嫌気性菌も原因となり得る。

## 診断・治療
通常は徴候と症状で診断され、細胞培養によって診断できることはほとんどない。
症状が軽度ならば経口抗生物質のセファレキシン、アモキシシリン、クロキサシリンがよく処方される。ペニシリン、エリスロマイシン、クリンダマイシンアレルギーの人も服用できる。メチシリン耐性黄色ブドウ球菌 (MRSA)に感染してるまたは可能性がある患者は、ドキシサイクリンまたはST合剤の服用も勧められる。膿が診られるまたはMRSAに感染経験がある場合はMRSAの感染が懸念される。抗生物質を服用している場合ステロイドの服用によって回復が早まることがある。感染部位の挙上や鎮痛剤も効果的である。
症状が重篤な場合は外科手術により膿瘍箇所を切開し膿の排出を行う。

## 疫学
約95%の患者は7日から10日間の治療で完治する。合併症の可能性として膿症が含まれる。2013年の細菌による皮膚感染症にかかった患者数は約155万人である、その内蜂巣炎の患者は37万人である。年間約1000人に2人が感染している病気である。2013年の蜂巣炎による死亡者数は世界的に約3万人である。イギリスでは病院の入院患者の1.6%が蜂巣炎によるものである。